# Protisvetovljanska kampanja
Protisvetovljanska kampanja je bila slabo prikrita antisemitska kampanja v Sovjetski zvezi, ki se je začela konec leta 1948 in je trajala vse do leta 1953. Tarča te kampanje so bili Judje, ki so bili označeni kot svetovljani brez korenin.